# سلكرك ركس

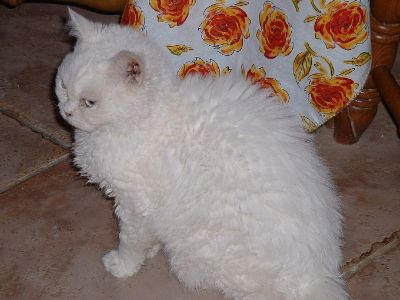

سِلكِرك رِكس (بالإنجليزية: Selkirk Rex) ، نشأت هذه السلالة بطفرة طبيعية نتيجة عامل وراثي سائد. وأساس هذه السلالة قطة ذات شعر قصير مجعّد، وجدت مصادفة وسط مجموعة قطط ولدت في عام 1987. وقد أُعطيت هذه القطة إلى أحد مربى القطط الفارسية، ويدعى جيرى نيومان، الذي اسماها «مس دى بستو». وقد هجّنها جيرى مع قط فارسي أسود يدعى «فوتو فينيش أوف دى كاى». ونتج عن هذا التزاوج ست جراء، كانت ثلاثة منها مجعدة الشعر مما اثبت أن العامل الوراثي المسبب لهذه الصفة هو عامل سائد، خلافاً لسلالتي الديفون ركس والكورنيش ركس، وهما أيضاً من ذوات الشعر المجعد.
والمعروف أن العامل الوراثي بهما عامل متنحٍ، وقد سُميت هذه السلالة باسم سلكرك نسبة إلى جبال «سلكرك» في ويومنج، حيث نشأت القطة الأم. ويوجد من هذه السلالة نوعان: نوع قصير الشعر، وآخر طويل الشعر. وتجّعد الشعر أكثر وضوحاً في النوع طويل الشعر، عنه في النوع قصير الشعر.
وهذا القط متوسط أو كبير الحجم، ذو تكوين عضلي قوى، تُشبه رأسه رأس القط البريطاني قصير الشعر، وجسمه مثلث الشكل مع ارتفاع طفيف في الجزء الخلفي. وتوجد من هذه السلالة عدة ألوان أهمها الأطراف الملونة، والقطة الأم هي التي تحمل هذا العامل الوراثي.